# Gianna Dior

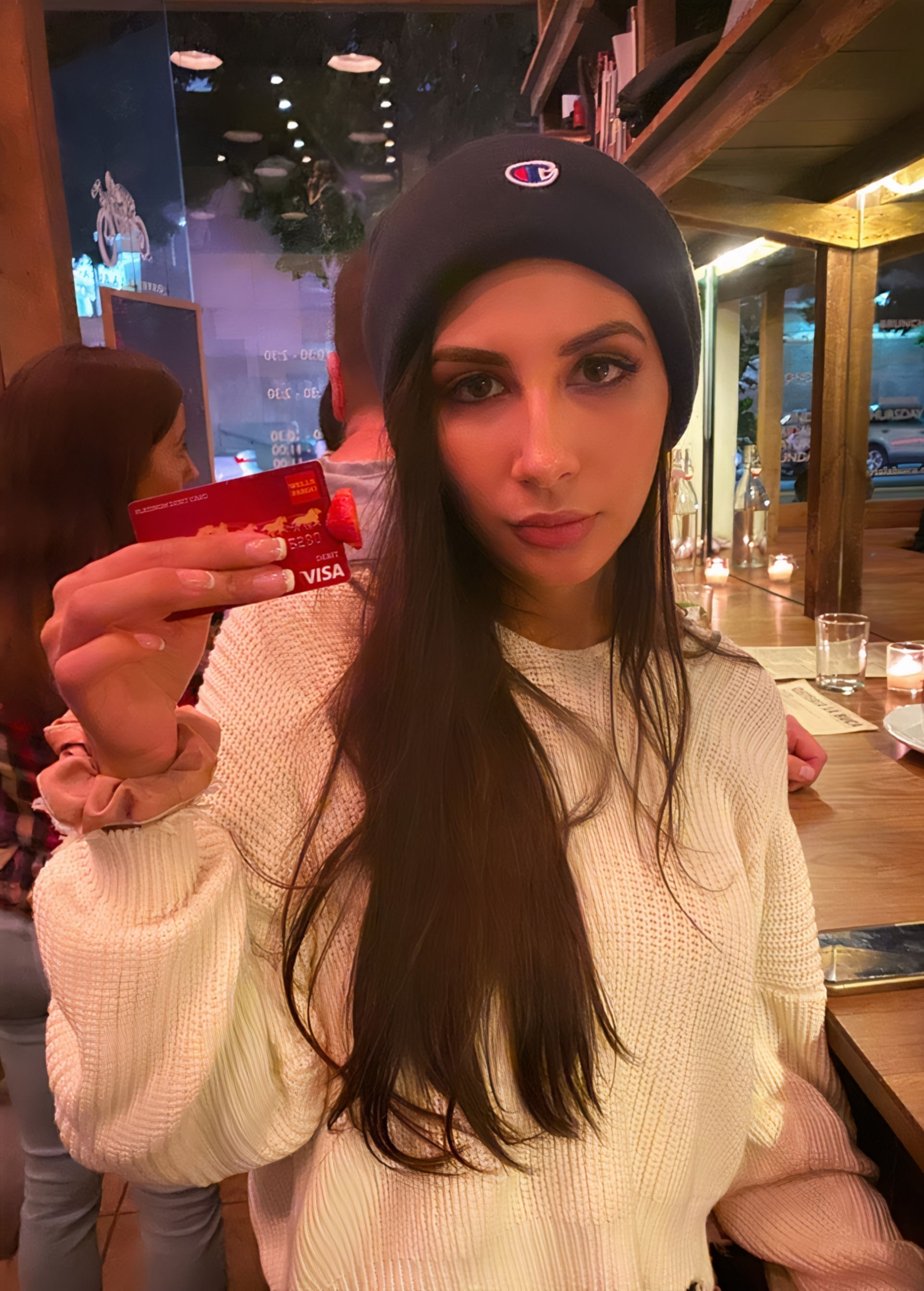
In Koreatown, Los Angeles

Gianna Dior (bürgerlich Emily Katherine Correro; * 12. Mai 1997 in Kalifornien) ist eine US-amerikanische Pornodarstellerin und Erotikmodel.

## Leben
Dior wurde 1997 in Kalifornien in einer Soldatenfamilie mit italienischen und indianischen Vorfahren geboren. Nach dem Besuch der Sekundarschule in Alabama studierte sie Psychologie an der Auburn University und arbeitete während ihrer Freizeit in einem Sushi-Restaurant sowie als Rezeptionistin in einer ophthalmologischen Praxis.
Durch die bekannte App Tinder kam sie in Kontakt mit einem Agenten aus der Pornobranche, der sie nach Miami einlud, damit sie ihre Karriere starten konnte. Sie debütierte in der Pornobranche im Mai 2018 im Alter von 21. Sie arbeitete u. a. für die Studios Bangbros, Wicked, Blacked, Brazzers, Girlsway, Mofos, New Sensations, Reality Kings, Evil Angel, 3rd Degree, Girlfriends Films, Vixen, Digital Playground, Zero Tolerance und Deeper.
Nachdem sie im ersten Monat ihrer Karriere 12 Szenen gedreht hatte, wechselte sie den Agenten für den bekannten Mark Spiegler aus der Agency Spiegler Girls.
Im September 2018 wurde Dior zum „Penthouse Pet“ des Männermagazins Penthouse gewählt und wurde später dessen „Pet of the Year“ für 2019.
Im Januar 2019 wurden Dior und Athena Faris zur Trophy Girls der 36. AVN Award Show gewählt.
Gemäß der IAFD hat Gianna Dior seit dem Beginn ihrer Karriere in etwa 700 Filmen mitgewirkt (Stand: Dezember 2024).

## Auszeichnungen

### Siege
- AVN Award 2020: „Best New Starlet“, „Best Boy/Girl Scene“ (in Relentless, zusammen mit Mick Blue)[8]
- AVN Award 2022: "Female Performer of the Year"[9]

### Nominierungen
- XRCO Award 2019: „Teen Dream“[10]
- XBIZ Award 2020: „Best New Starlet“[11]

## Filmografie (Auswahl)
- 2018: Bang Bus 73
- 2019: Coming of Age 5[12]
- 2019: Slut Puppies 13
- 2019: Ripe 7
- 2019: Super Cute 9[13]
- 2019: Teenage Lesbian
- 2019: Ultimate Fuck Toy: Gianna Dior
- 2019: Blacked Raw 23
- 2019: Young Fantasies 4
- 2020: Dirty Talk 8
- 2020: Internal Damnation 12
- 2020: Bang POV 14, 15
- 2020: Cougar Queen: A Tiger King Parody
- 2021: The Teenager Next Door 4
- 2021: Flesh Hunter 15
- 2022: Tushy Raw 35